# Ségus
Ségus é uma comuna francesa na região administrativa de Occitânia, no departamento dos Altos Pirenéus. Estende-se por uma área de 10,72 km². Em 2010 a comuna tinha 235 habitantes (densidade: 21,9 hab./km²).